# Regimentul IV Ilfov No. 21
Regimentul IV Ilfov No. 21 a fost o unitate de infanterie, de nivel tactic, din trupele permanente ale Armatei României. Unitatea a fost înființată în 1891 prin fuziunea Regimentului IV de Linie - înființat în 1830 și Regimentului 21 Dorobanți, înființat în 1880. Pe tot parcursul existenței sale a făcut parte din organica Brigăzii 8 Infanterie, fiind dislocat la pace în garnizoana București. La mobilizare, regimentul constituia încă o unitate, Regimentul 61 Infanterie, din rezerviști proveniți din Cercul de recrutare „București”.:p. 127